# Sofia de Solms-Laubach
Sofia de Solms-Laubach (en alemany Sophie von Solms-Laubach) va néixer a Laubach (Alemanya) el 15 de maig de 1594 i va morir a Plötzkau el 16 de maig de 1651. Era una noble alemanya, filla del comte Joan Jordi I (1546-1600) i de Margarida de Schonburg-Glauchau (1554-1606).
Comtessa de Solms, pel seu casament va esdevenir marcgravina de Brandenburg-Ansbach. Després de la mort del seu marit el 1625, va assumir el govern del marcgraviat de Brandenburg-Ansbach, com a tutor i regent del seu fill Frederic. Però, aquest va morir el 1634 en la Batalla de Nördlingen, poc després d'haver arribat a la majoria d'edat. Sofia va continuar governant com a regent del seu fill Albert, fins a la seva majoria d'edat el 1639.

## Matrimoni i fills
El 1612 es va casar amb Joaquim Ernest de Brandenburg-Ansbach (1583-1625), fill del duc de Prússia Joan Jordi II Brandenburg (1525-1598) i d'Elisabet d'Anhalt-Zerbst (1563-1607). El matrimoni va tenir cinc fills:
- Sofia (1614-1646), casada amb Erdmann August de Brandenburg-Bayreuth (1615-1651)
- Frederic (1616-1634).
- Albert (1617-1617).
- Albert (1620-1667), casat primer amb la princesa Enriqueta Lluïsa de Württemberg-Mömpelgard (1623-1650), després amb Sofia Margarida d'Oettingen-Oettingen (1634-1664), i finalment amb la princesa Cristina de Baden-Durlach (1645-1705).
- Cristià (1623-1633).